# Hugh Howey

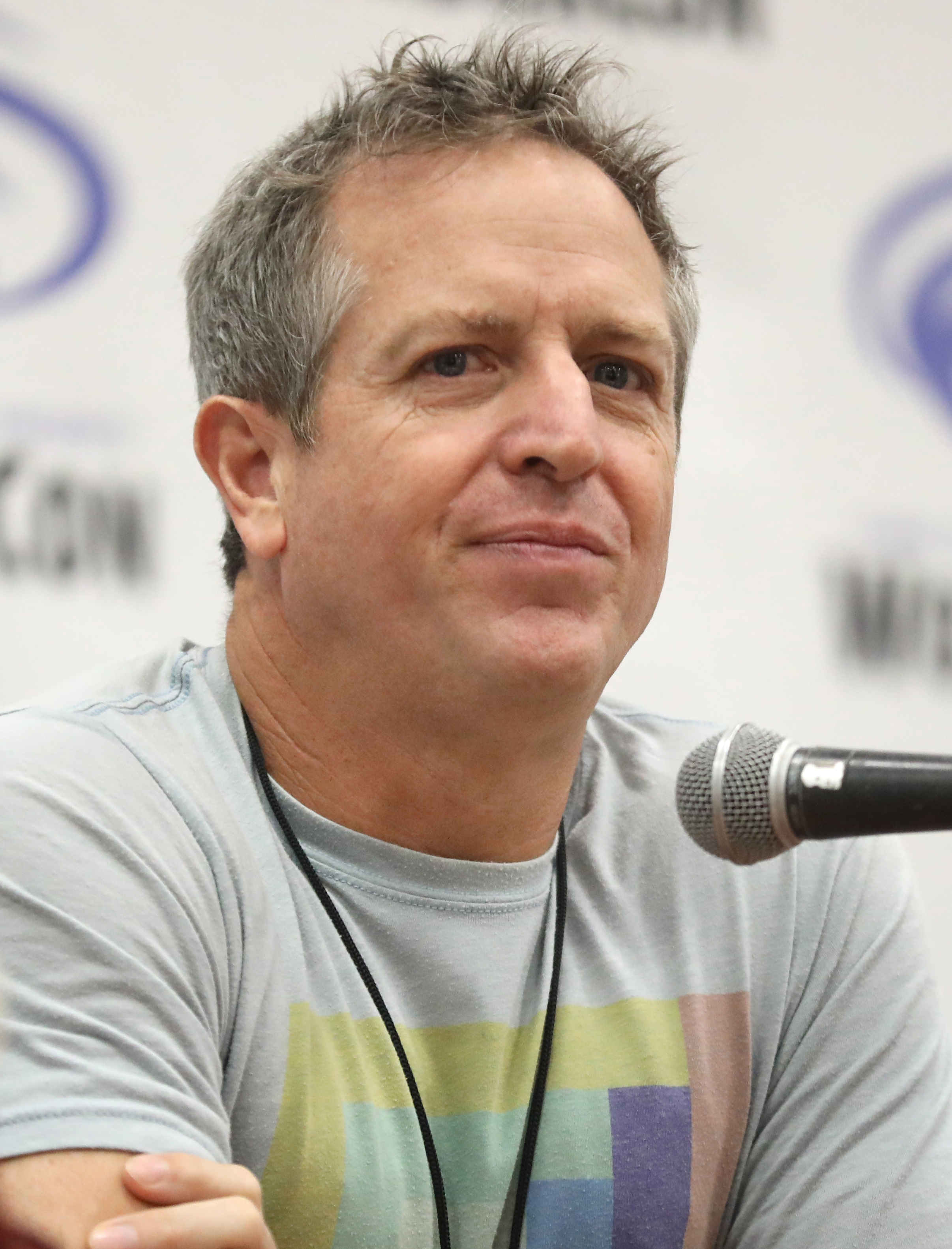
Hugh Howey (2024)

Hugh C. Howey (* 23. Juni 1975 in Charlotte, North Carolina) ist ein US-amerikanischer Science-Fiction-Schriftsteller. Bekannt wurde er durch den Erfolg seiner Silo-Trilogie, die er 2013 bis 2015 ohne Verleger im Amazon Kindle Direct Publishing Programm als E-Book veröffentlicht hat.
Trotz lukrativer Angebote entschloss sich Howey gegen den Verkauf seiner E-Book-Rechte an der Silo-Reihe für den US-amerikanischen Markt. Für den deutschen Markt sicherte sich der Piper Verlag die Rechte, einschließlich der E-Book-Rechte. Die Filmrechte verkaufte Howey an 20th Century Fox. Mit Drehbuch und Regie sollen Ridley Scott und Steven Zaillian beauftragt werden. Die Romanreihe wurde mit der gleichnamigen Fernsehserie verfilmt, die seit 2023 bei Apple TV+ erscheint.

## Werke

### Silo-Trilogie
Deutsche Ausgaben
- 2013: Silo (Wool), Roman, aus dem Englischen von Gaby Wurster und Johanna Nickel, Piper Verlag, München und Zürich 2013. ISBN 978-3-492-05585-7 (Wool Omnibus Edition, 2012)
- 2014: Level (Shift), Roman, aus dem Englischen von Gaby Wurster, Piper Verlag, München und Zürich 2014. ISBN 978-3-492-05647-2 (Shift Omnibus Edition, 2013)
- 2015: Exit (Dust), Roman, aus dem Englischen von Gaby Wurster, Piper Verlag, München und Zürich 2015. ISBN 978-3-492-05648-9 (Dust, 2013)

Hörbücher
- 2013: Silo (Wool), gelesen von Peter Bieringer, Hörbuch Hamburg 2014. ISBN 978-3-86952-234-0 (Wool Omnibus Edition, 2012)
- 2014: Level (Shift), gelesen von Peter Bieringer, Hörbuch Hamburg 2014. ISBN 978-3-86952-223-4 (Shift Omnibus Edition, 2013)
- 2015: Exit (Dust),  gelesen von Peter Bieringer, Hörbuch Hamburg 2015. ISBN 978-3-86952-222-7 (Sand Omnibus Edition, 2014)

Sammelband
- 2016: Silo – Die komplette Saga. Die Ausgabe umfasst die Einzelbände Silo, Level und Exit. Piper Verlag, München/Berlin 2016. ISBN 978-3-492-70428-1

### Weitere Werke (Auswahl)
- 2009–2010: The Bern Saga
- 2011: The Plagiarist: A Novella
- 2011: I, Zombie
- 2012: The Walk Up Nameless Ridge
- 2019: Sandtaucher (Sand), Roman aus dem Englischen von Andreas Decker, Piper Verlag, München und Zürich 2019. ISBN 978-3-492-70557-8 (Sand, 2014)
- 2016: Beacon 23
- 2022: Across the Sand